# جشنواره لاله کانادا

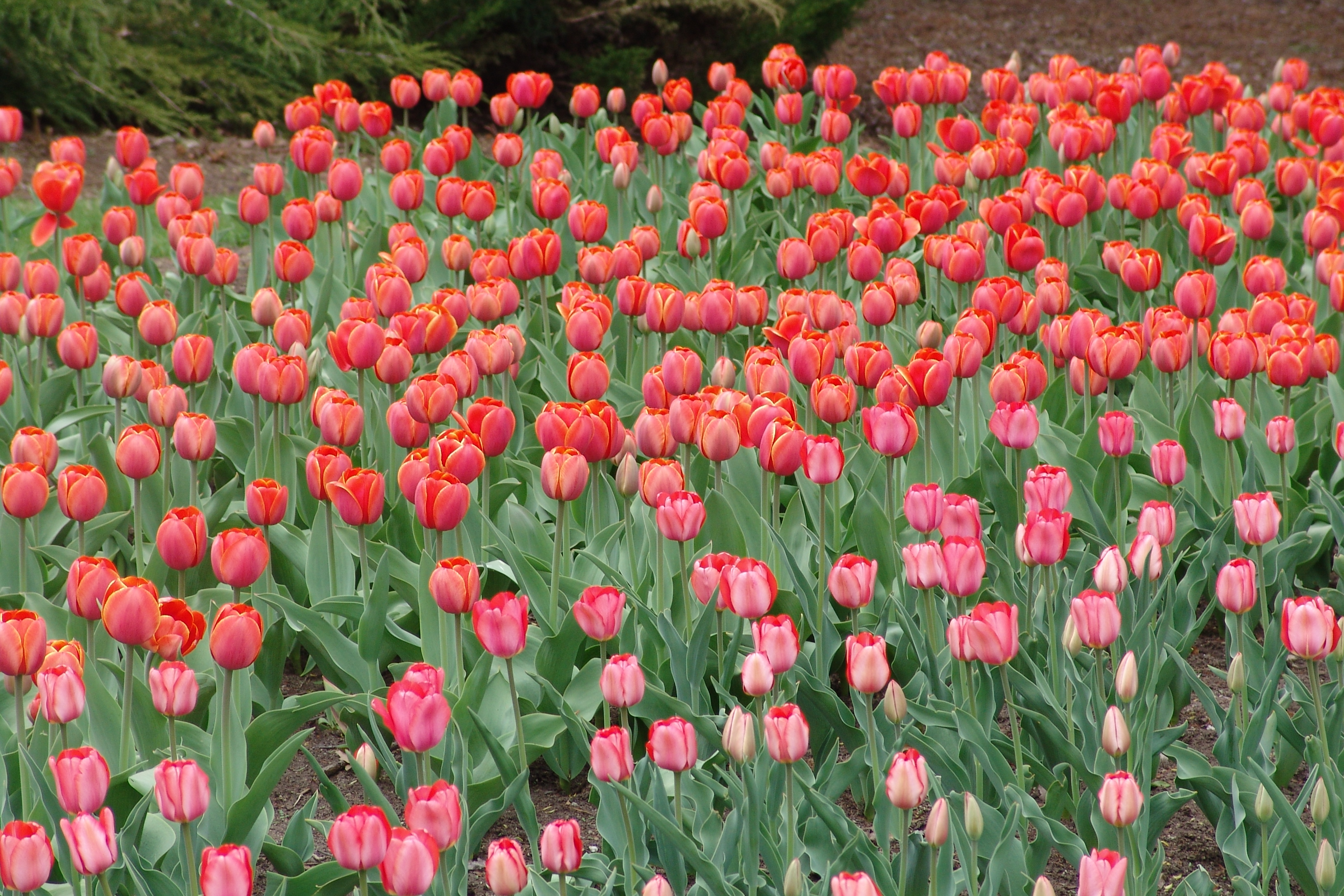
پارک ماجورز هیل در طی جشنواره در سال ۲۰۰۶

جشنواره لاله کانادا یکی از جشنواره‌های لاله است که هر ساله در ماه مه در اتاوا پایتخت کانادا برگزار می‌شود. ادعا می‌شود که این جشنواره بزرگ‌ترین جشنواره در نوع خود در سراسر جهان است. در این جشنواره یک میلیون لاله به نمایش گذاشته می‌شود و در حدود ۵۰۰ هزار نفر از آن دیدن می‌کنند.

## تاریخچه
در طی جنگ جهانی دوم خانواده سلطنتی هلند در کانادا پناه گرفتند. در طی این دوران پرنسس مارگریت شاهزادهٔ هلندی در بیمارستانی در اتاوا در سال ۱۹۴۳ میلادی متولد شد. دولت کانادا برای این اطمینان حاصل شود که شاهزاده خانم مارگریت تابعیت هلندی دارد، اعلام کرد که اتاقی که شاهزاده خانم در آن به دنیا آمده‌است به‌طور موقت قلمرو هلند به‌شمار می‌آید. از آن زمان تاکنون هر ساله به نشانهٔ قدردانی از حمایت کانادا از جنبش آزادی‌بخش هلند و خانوادهٔ سلطنتی، توسط ملکه جولیانای هلند و پس از مرگ خانوادهٔ سلطنتی هلند پیازهای گل لاله برای این جشنواره فرستاده می‌شود.
در سال ۱۹۴۵، خانواده سلطنتی هلند صدهزار پیاز گل لاله به اُتاوا فرستاد تا با این کار از کانادایی‌ها سپاسگزاری کرده باشد؛ چراکه دولت کانادا سه سال قبل از این تاریخ و در میانه جنگ جهانی دوم و همزمان با اشغال هلند از سوی نازی‌ها، به شاهدخت جولیانا و دختران اش پناه داده بود. شاهدخت دوباره وپس از یک سال بیست هزار و پانصد پیاز گل دیگر هم فرستاده و از دولت کانادا خواست که نمایشگاه گل برای بیمارستانی که دخترش را آنجا به دنیا آورده بود برپا شود و همچنین قول داد که هر سال ده هزار پیاز گل دیگر هم برایشان بفرستد.
چند سال پس از این پیشکش، شهر اُتاوا به دلیل گل‌هایش مشهور و در سال ۱۹۵۳ نخستین جشنواره گل لاله کانادا در آن برگزار شد و در سال ۲۰۰۲ نیز جشن پنجاهمین سالگرد راه‌اندازی این فستیوال برگزار گردید.